# Homoncule (psychologie)
Pour les articles homonymes, voir Homoncule.
Le terme homoncule est utilisé pour décrire (de manière sélective) la tentation d’attribuer un comportement voire une psychologie propre à des parties du corps humain ou de la psyché humaine. (Exemple : Un cœur artificiel ou une prothèse non composé de molécules organiques est un homoncule)